# Parascyllium ferrugineum
Parascyllium ferrugineum е вид акула от семейство Parascylliidae. Видът не е застрашен от изчезване.

## Разпространение и местообитание
Разпространен е в Австралия (Виктория, Западна Австралия, Тасмания и Южна Австралия).
Обитава крайбрежията на морета в райони с умерен климат. Среща се на дълбочина от 40 до 150 m, при температура на водата около 17,6 °C и соленост 35,7 ‰.

## Описание
На дължина достигат до 80 cm.